# Оксалат самария(III)
Оксалат самария(III) — неорганическое соединение,
соль самария и щавелевой кислоты 
с формулой Sm2(C2O4)3,
не растворяется в воде,
образует кристаллогидрат — жёлтые кристаллы.

## Получение
- Осаждение щавелевой кислотой растворимых солей самария:

{\displaystyle {\mathsf {2SmCl_{3}+3H_{2}C_{2}O_{4}\ {\xrightarrow {}}\ Sm_{2}(C_{2}O_{4})_{3}\downarrow +6HCl}}}

## Физические свойства
Оксалат самария(III) образует кристаллогидрат состава Sm2(C2O4)3•10H2O — жёлтые кристаллы.

## Химические свойства
- Разлагается при нагревании:

{\displaystyle {\mathsf {Sm_{2}(C_{2}O_{4})_{3}\ {\xrightarrow {800^{o}C}}\ Sm_{2}O_{3}+3CO_{2}+3CO}}}
разложение Sm2(C2O4)3•10H2O происходит ступенчато с образованием
Sm2(C2O4)3•8H2O (78°С),
Sm2(C2O4)3•6H2O (100°С),
Sm2(C2O4)3•3H2O (120°С),
Sm2(C2O4)3•2H2O (222°С),
Sm2(C2O4)3 (385°С),
Sm2(CO3)3 (405°С),
Sm2O(CO3)2 (430°С),
Sm2O2CO3 (455°С),
Sm2O3 (645°С)
.